# Girolamo Campagna

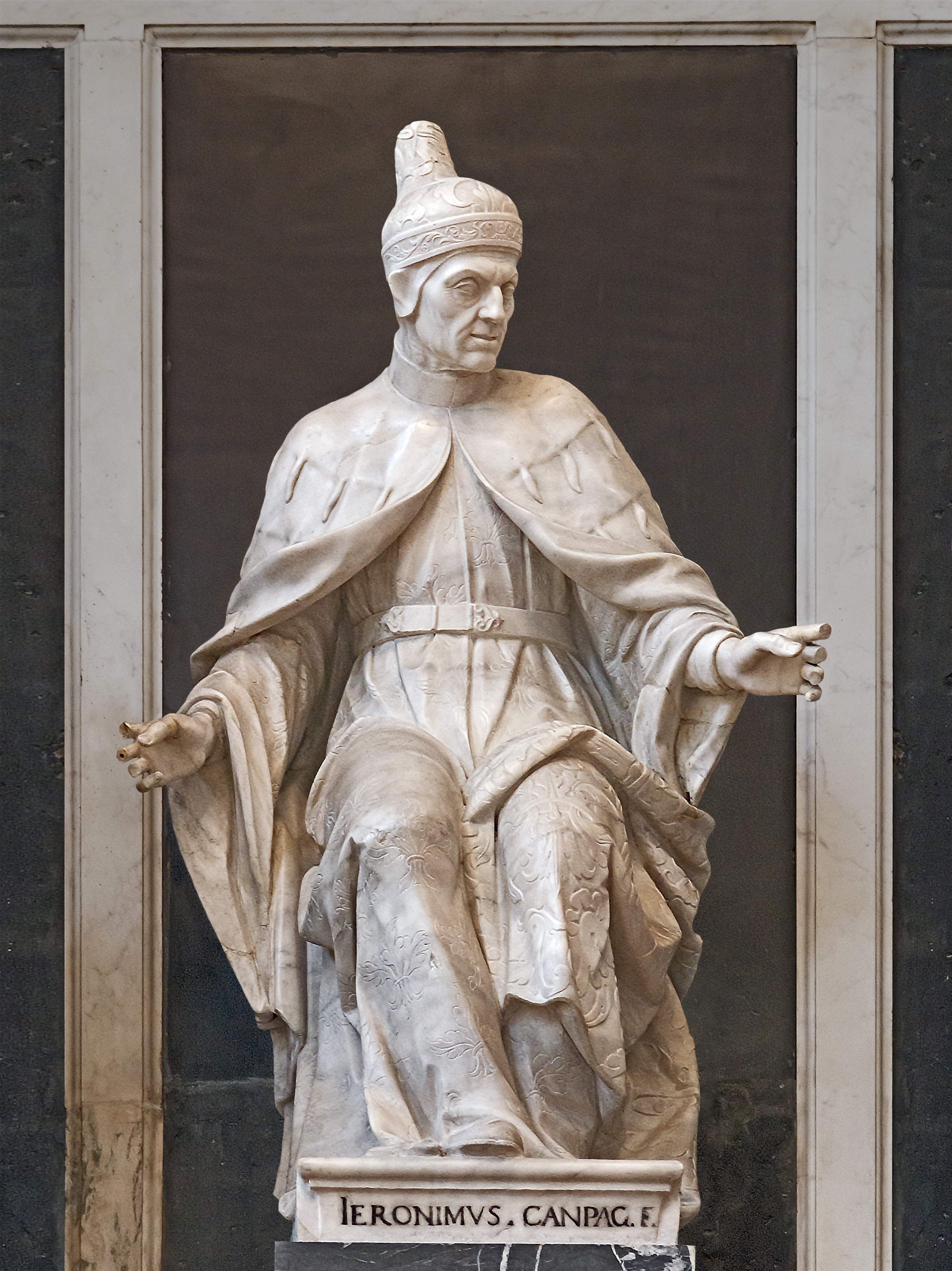
Leonardo Loredan

Girolamo Campagna, född omkring 1549 i Verona, död omkring 1626, var en italiensk bildhuggare.
Girolamo Campagna var verksam i Verona och Padua, men företrädesvis i Venedig, där hans arbeten, främst figurgrupper i brons, altarverk, gravmonument med mera, pryder flera av de förnämsta kyrkorna samt Scuola di San Rocco och Palazzo della Zecca. Campgana var även verksam som arkitekt.